# سوني (ظبي)
السوني أو ظبي المسك (الاسم العلمي: Nesotragus moschatus) نوع صغير جدًا من الظباء متوطن في مناطق الشجيرات الكثيفة في جنوب شرق إفريقيا وتحديدًا في كينيا، وتنزانيا، ومالاوي، وموزمبيق، وجنوب أفريقيا وزيمبابوي.